# Nuoto ai XVI Giochi paralimpici estivi - Uomini staffette miste
Le gare di nuoto delle staffette miste uomini ai XVI Giochi paralimpici estivi si sono svolte il 3 settembre 2021 presso il Tokyo Aquatics Centre. 

## Programma
Si è tenuto un solo evento, la staffetta 4x100 metri 34 punti, articolato in una serie di due batterie di qualificazione in mattinata; la finale è stata disputata nel pomeriggio/sera del medesimo giorno.

## Risultati
Tutti i tempi sono espressi in secondi. Gli atleti sono elencati in ordine di partenza, dall'alto in basso. Sono riportati solo coloro che hanno svolto la finale (tuttavia hanno ricevuto la medaglia anche i partecipanti alle batterie di qualificazione). Di fianco a ciascun atleta, tra parentesi, è indicata la classificazione in cui rientrava.

### 4x100 metri 34 punti
| Pos. | Nazione     | Atleti                                                                                                 | Tempo   | Note                                            |
| ---- | ----------- | --- | ------- | ----------------------------------------------- |
|      | RPC         | Bogdan Mozgovoi (S9) Andrei Kalina (SB8) Alexander Skaliukh (S9) Andrei Nikolaev (S8)                  | 4:06,59 | Record del mondo nella prima frazione (1:01,00) |
|      | Australia   | Timothy Hodge (S9) Timothy Disken (SB9) William Martin (S9) Ben Popham (S8)                            | 4:07,70 | Record oceaniano                                |
|      | Italia      | Riccardo Menciotti (S10) Stefano Raimondi (SB9) Simone Barlaam (S9) Antonio Fantin (S6)                | 4:11,20 |                                                 |
| 4    | Spagna      | Iñigo Llopis Sanz (S8) Oscar Salguero Galisteo (S8) Jose Antonio Mari Alcaraz (S9) Jacobo Garrido (S9) | 4:15,84 |                                                 |
| 5    | Paesi Bassi | Querijn Hensen (S8) Tim van Duuren (SB8) Bas Takken (S10) Thijs van Hofweegen (S6)                     | 4:22,25 |                                                 |
| 6    | Cina        | Liu Fengqi (S8) Yang Guanglong (SB8) Yang Feng (S8) Xu Haijiao (S8)                                    | 4:22,72 |                                                 |
| 7    | Brasile     | Andrey Garbe (S9) Ruan Felipe Lima de Souza (SB9) Phelipe Rodrigues (S10) Talisson Glock (S6)          | 4:24,61 |                                                 |
| 8    | Giappone    | Kota Kubota (S8) Takuro Yamada (SB8) Akito Minai (S10) Kotaro Ogiwara (S8)                             | 4:29,85 |                                                 |